# Leichtathletik-Weltmeisterschaften 2013/Teilnehmer (Saint Lucia)
| Gelbes Symbol für Goldmedaillen mit stilisierten Olympischen Ringen | Graues Symbol für Silbermedaillen mit stilisierten Olympischen Ringen | Braundes Symbol für Bronzemedaillen mit stilisierten Olympischen Ringen |
| ------------------------------------------------------------------- | --------------------------------------------------------------------- | ----------------------------------------------------------------------- |
| —                                                                   | —                                                                     | —                                                                       |

Der Leichtathletikverband aus Saint Lucia stellte drei Teilnehmerinnen bei den Leichtathletik-Weltmeisterschaften 2013 in der russischen Hauptstadt Moskau.

## Ergebnisse

### Frauen

#### Sprung/Wurf
| Athletin         | Disziplin  | Qualifikation | Qualifikation | Finale             | Finale             |
| Athletin         | Disziplin  | Höhe          | Platz         | Höhe               | Platz              |
| ---------------- | ---------- | ------------- | ------------- | ------------------ | ------------------ |
| Jeanelle Scheper | Hochsprung | 1,83 m        | 24            | nicht qualifiziert | nicht qualifiziert |
| Levern Spencer   | Hochsprung | 1,92 m        | 11            | 1,89 m             | 11                 |

#### Siebenkampf
| Athletin      | Disziplin | 100 m Hürden | Hochsprung | Kugelstoßen | 200 m   | Weitsprung | Speerwurf | 800 m       | Punkte | Platz |
| ------------- | --------- | ------------ | ---------- | ----------- | ------- | ---------- | --------- | ----------- | ------ | ----- |
| Makeba Alcide | Ergebnis  | 13,73 s      | 1,80 m     | 11,82 m     | 24,96 m | 5,62 m     | 37,09 m   | 2:16,65 min | 5751   | 28    |
| Makeba Alcide | Punkte    | 1017         | 978        | 649         | 890     | 735        | 612       | 870         | 5751   | 28    |